# Lesteva schuelkei
Lesteva schuelkei (лат.) — вид жуков-стафилинид из подсемейства Omaliinae. Средняя Азия (Таджикистан). Длина взрослых жуков 3,9—4,8 мм. Основная окраска от желтовато-коричневой до красновато-коричневой. От близких видов отличается короткими усиками (достигают переднего края надкрылий), небольшими задне-боковыми вдавлениями на переднеспинке. Глаза крупные, в 2,0 — 2,5 раза длиннее висков. Переднеспинка поперечная, широкая. Темя с двумя глазками. Вертлуги задних ног крупные. Надкрылья короткие. Вид был впервые описан в 2015 году латвийским энтомологом Алексеем Шавриным (Institute of Systematic Biology, Даугавпилсский университет) по материалам из Таджикистана, собранным на высоте 1700—2300 м. Видовое название дано в честь Dr. Michael Schülke (Берлин, Германия), крупного специалиста по жукам из подсемейств Oxytelinae и Tachyporinae.